# 12318 Kästner
12318 Kästner là một tiểu hành tinh vành đai chính với chu kỳ quỹ đạo là 1901.0514346 ngày (5.20 năm).
Nó được phát hiện ngày 30 tháng 4 năm 1992. Nó được đặt theo tên the German writer Erich Kästner.